# NGC 5972
NGC 5972 este o galaxie seyfert de tip 2⁠(d) situată în constelația Șarpele. A fost descoperită în 1880 de către Édouard Stephan⁠(d). Se află la o distanță de 130 de megaparseci de Pământ.